# Хіліца
Хіліца (рум. Hilița) — село у повіті Ясси в Румунії. Входить до складу комуни Костулень.
Село розташоване на відстані 315 км на північний схід від Бухареста, 24 км на південний схід від Ясс.

## Населення
За даними перепису населення 2002 року у селі проживали 833 особи, усі — румуни. Усі жителі села рідною мовою назвали румунську.